# Pristimantis polemistes
Espèce
Synonymes
- Eleutherodactylus polemistes Lynch & Ardila-Robayo, 2004

Statut de conservation UICN

 CR  : 
En danger critique
Pristimantis polemistes est une espèce d'amphibiens de la famille des Craugastoridae.

## Répartition
Cette espèce est endémique du département d'Antioquia en Colombie. Elle se rencontre dans les environs d'Urrao entre 2 300 et 2 320 m d'altitude sur le versant Ouest de la cordillère Occidentale.

## Description
Les mâles mesurent de 27,2 à 28,0 mm et la femelle 33,2 mm.

## Publication originale
- Lynch & Ardila-Robayo, 2004 : A new Colombian frog of the genus Eleutherodactylus from the northern Cordillera Occidental. Revista de la Academia Colombiana de Ciencias Exactas Fisicas y Naturales, vol. 28, no 108, p. 403-408 (texte intégral).